# Палац комітатського суду (Берегове)
 Палац комітатського суду — будівля, що розташована у центрі міста Берегове Закарпатської області за адресою: м. Берегове, площа Кошута, 6.

## Історія
Споруджений в 1908—1909 роках за проектом архітекторів Ференца Яблонського, Іштвана і Яноша Копасів. Будинок суду був найвищим та найбільшим в місті, також у задній частині триповерхової будівлі розміщувалась в'язниця. Під час Другої світової війни в будівлі розмістились комітатські та міські заклади, поліція та суд. З 1944 до 1971 роки у будівлі знаходилась військова казарма міста Берегова, з 1971 по 2001 роки — завод точної механіки. З 2002 року тут розміщений Закарпатський угорський інститут імені Ференца Ракоці II.

## Опис
Палац побудований в стилі необароко з елементами архітектури ренесансу. Фасад будівлі складається з центральної частини та правого і лівого крила з дахом типу мансарди. Через перший і другий поверхи вздовж фасаду проходять великі подвійні тосканські колони, над колонами тимпани — трикутні ніші, оформлені скульптурними зображеннями. Між поверхами навколо всього будинку йде карниз, прикрашений скульптурним орнаментом. Крім естетичної функції, карниз ще й захищає від опадів стіни і вікна цокольного поверху. Вікна різної форми, на нижніх поверхах — прямокутні, на верхньому — овальні. Над кожним — архітектурні прикраси.
Меморіальні дошки на стіні будівлі присвячені будівельникам комітатського суду та діячу угорської революції і визвольної війни 1848—1849 років Лайошу Кошуту. На меморіальній табличці з червоного мармуру написано: «Будівлю споруджено під час правління апостольського угорського короля Ференца Йосифа І. На чолі — прем'єр-міністр доктор Шандор Векерле, міністр юстиції доктор Антал Гюнтер, державні секретарі Конрад Інгліг, Ласло Мешко, Густав Тері, голова королівського апеляційного суду Єнов Бержеї і суддя Гейза Сеїп».